# Riserva naturale Contrafforte Pliocenico
La riserva naturale Contrafforte Pliocenico è un'area naturale protetta situata nei comuni di Monzuno, Pianoro e Sasso Marconi, appartenenti alla città metropolitana di Bologna.
La riserva è stata istituita nel 2006 e ha un'estensione di circa 757 ettari. Si sovrappone parzialmente con il più ampio sito di interesse comunitario e zona di protezione speciale denominato "Contrafforte pliocenico" (IT4050012) che copre una superficie di 2628 ettari.

## Geologia
Il Contrafforte pliocenico è l'insieme di rupi rocciose in pietra arenaria che si snodano come un bastione naturale tra le valli dei fiumi Setta, Reno, Savena, Zena e Idice, nella città metropolitana di Bologna, nei territori dei Comuni di Monzuno, Pianoro e Sasso Marconi (Comunità montana Cinque Valli Bolognesi).
Le rocce costituenti il Contrafforte sono il risultato della sedimentazione di sabbie e ghiaie trasportate dai torrenti appenninici all'interno di un ampio golfo marino che nel Pliocene (tra i 5 i 2 milioni di anni fa), interessava vasta parte dell'attuale Appennino Bolognese (la linea di costa era a circa 15 km a monte rispetto alla via Emilia).
A causa dell'innalzamento e dell'abbassamento del livello del mare (causate da glaciazioni e deglaciazioni), vi furono numerosi cicli di sedimentazione.
Le forze orogeniche innalzavano questi sedimenti da un lato e facevano sprofondare la parte opposta, con cicli di migliaia di anni, con una sorta di basculamento.
Le successive fasi di sollevamento della catena appenninica hanno innalzato queste rocce fino ad oltre 600 m di quota, consentendo ai fenomeni erosivi di esplicarvi la loro azione, modellandole nelle forme che noi oggi osserviamo.
Il substrato roccioso si compone nei rilievi più elevati (ad es. monte Adone - 655 m s.l.m., monte delle Formiche - 638 m, monte Mario 466 m, rocca di Badolo 475 m, monte del Frate - 547 m, sasso di Glossina) di arenarie grossolane, di un colore giallo dorato, mentre alla base i terreni sono composti da morbide argille, e spesso solcati da calanchi: tutte queste rocce sono ricche di fossili marini.

## Flora e fauna
Il Contrafforte pliocenico caratterizza un'area di grande interesse, non solo da un punto di vista geologico, ma anche faunistico e ambientale. Ciò che rende particolarmente suggestiva questa porzione dell'Appennino tosco-emiliano è la grande variabilità ambientale con una serie di habitat rocciosi, forestali e di prateria nettamente differenziati tra loro, nei quali nidificano rare specie di uccelli come il falco pellegrino, il lanario (Falco biarmicus), il falco pecchiaiolo, l'albanella minore, il succiacapre, la tottavilla, l'ortolano, il calandro e l'averla piccola.